# 코너 드와이어

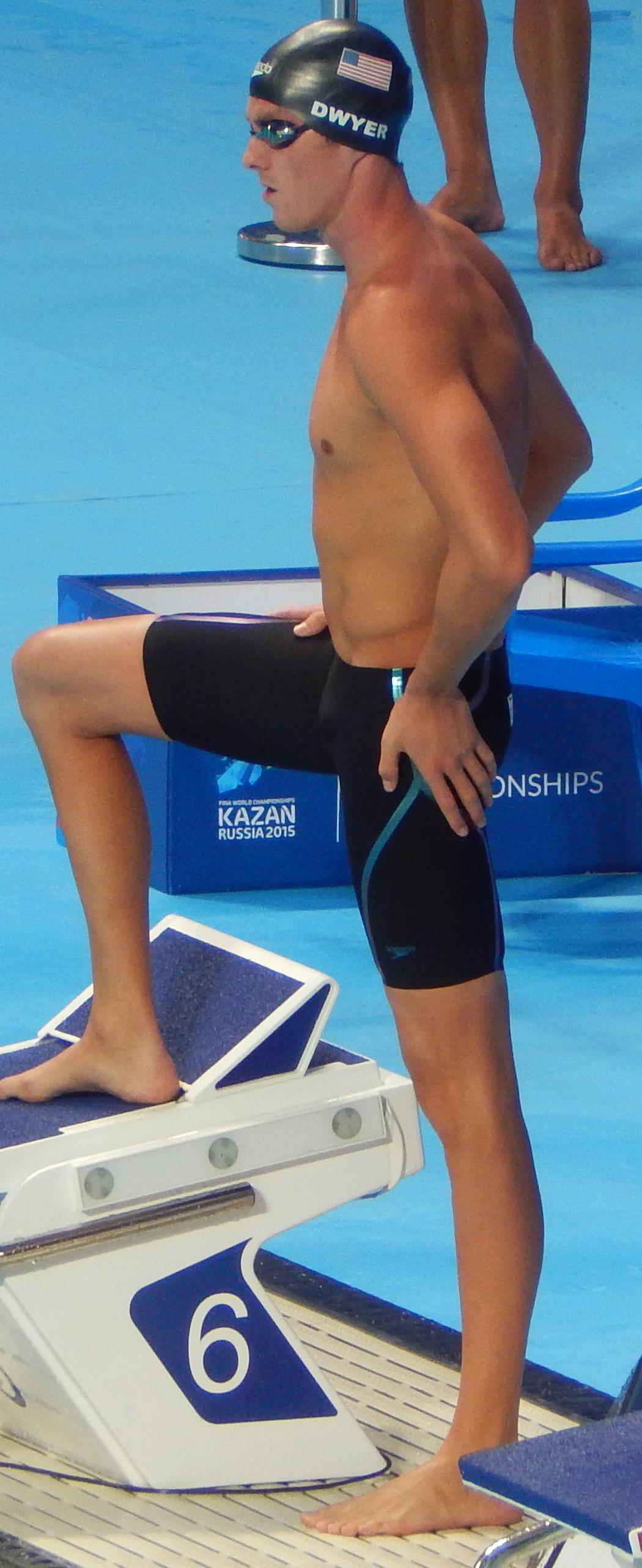
코너 드와이어

코너 제임스 드와이어(Conor James Dwyer, 1989년 1월 10일 ~ )는 미국의 수영 선수이다. 2012년 하계 올림픽에서 4 × 200 미터 자유형 릴레이에서 찰리 후친, 맷 매클린, 데이비스 타워터와 출전하여 금메달을 획득하였다. 2016년 하계 올림픽에서는 200 미터 자유형 개인에서 동메달을 획득하였다.

## 같이 보기
- 올림픽 수영 남자 메달리스트 목록